# Lanfranco (arquitecto)

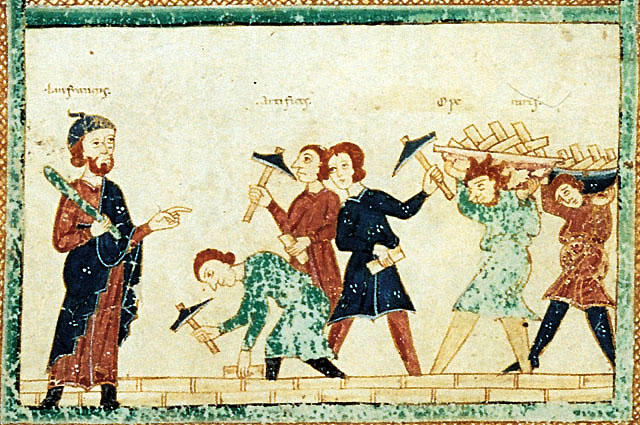
Lanfranco dirigiendo los trabajos

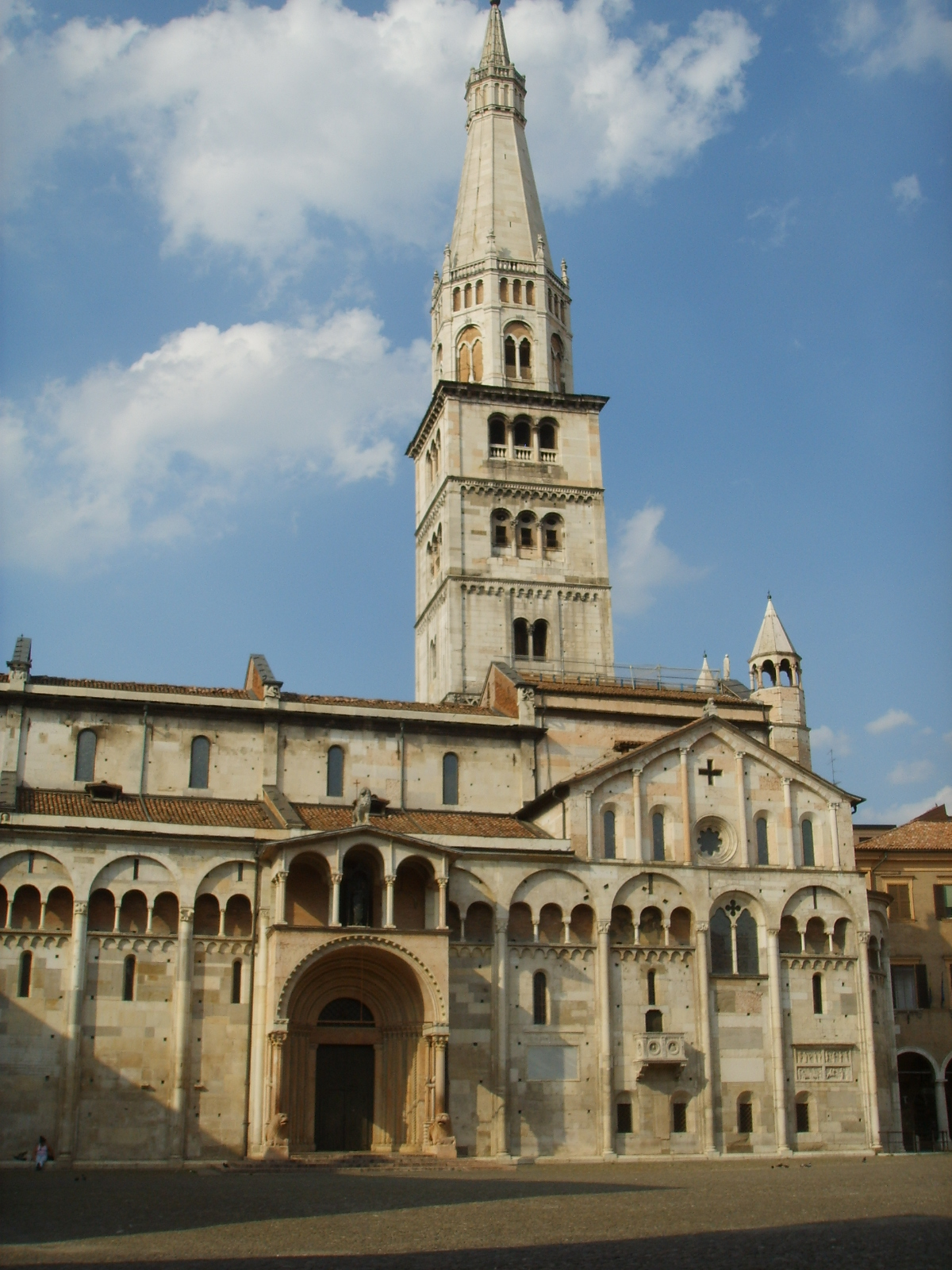
Catedral de Módena, obra de Lanfranco

Lanfranco fue un arquitecto de los siglos XI y XII proveniente -según se cree si se toma en cuenta su estilo arquitectónico- de la Lombardía. En la lápida que lo recuerda se afirma: Célebre por su ingenio, sabiduría y ciencia.
También en una crónica del tiempo, la Relatio de innovatione ecclesiae Sancti Geminiani del canónico Aimón, conservada en el Archivo capitular de Módena, se afirma que el arquitecto de la Catedral fue Lanfranco y es representado en algunos dibujos que siguen al texto: usa vestiduras ricas en relación con las de los obreros del tiempo y tiene en la mano el bastón de mando mientras dirige el trabajo de excavaciones para los fundamentos y erección de una pared.
A Lanfranco se unió bien pronto el escultor Wiligelmo de Módena que, no solo trabajó junto a sus alumnos y seguidores en la decoración de la iglesia, sino que colaboró en armonía con Lanfranco para dirigir los trabajos partiendo de la fachada, mientras Lanfranco lo hacía desde los ábsides, según la interpretación de una piedra que se encuentra en la fachada de la catedral y que está dedicada a Wiligelmo. Según Kigsley Porter, ambos idearon el tema de los leones que sostienen columnas de un saliente (en el caso de la catedral de Módena usando para ello esculturas de leones tomadas de despojos antiguos).
El motivo fundamental de la arquitectura de Lanfranco está en la serie de logias que circundan la catedral con arcadas ciegas. Este motivo se repite en el interior por la serie de falsos matroneos. 
Muchas de sus obras arquitectónicas fueron de gran aporte a la arquitectura románica, puesto que de Él partieron grandes personajes después de su muerte.  